# Jermasoja
Jermasoja (gr. Γερμασόγεια) – miasto w Republice Cypryjskiej, w dystrykcie Limassol. W 2011 roku liczyło 13 421 mieszkańców.